# Speocera bicornea
Speocera bicornea là một loài nhện trong họ Ochyroceratidae. Loài này phân bố ở Trung Quốc.